# Bir Moghrein
Bir Moghrein, arabisch بير مغرين, DMG Bīr Muġrain, französische Schreibweise Bir Moghreïn, ist eine abgelegene Wüstensiedlung im äußersten Norden Mauretaniens. Sie liegt im gleichnamigen Département, das zur Verwaltungsregion Tiris Zemmour gehört. Bis zur Unabhängigkeit des Landes von der französischen Kolonialzeit 1960 hieß der Ort Fort Trinquet.

## Geographische Lage
Der Hauptort der Gemeinde liegt als Oase in der Sahara 914 Kilometer nordnordöstlich von Nouakchott auf etwa 362 Meter Meereshöhe. In der gleichen Richtung sind es bis F’dérik und Zouérate 290 Kilometer. Die wie mit dem Lineal gezogenen Grenzen zur Westsahara sind 41 Kilometer westlich und 85 Kilometer nördlich zu finden.
Die Oase Bir Moghrein ist von einer weiten Sandebene umgeben, aus der einzelne Felsberge herausragen und in die zahlreiche kraterähnliche Senken (guelbs) eingetieft sind. Die einfachen flachen Häuser des Ortes grenzen an die Nordseite einer Kaserne des mauretanischen Militärs. Die Gemeinde nimmt den nördlichsten Teil Mauretaniens ein und hat als einzige eine Grenze mit Algerien. Das Gemeindegebiet erstreckt sich in West-Ost-Richtung über nicht weniger als 721 Kilometer und hatte beim Zensus 2023 eine Fläche von 87.401 km².

## Bevölkerung
Die Bevölkerungszahl der Gemeinde hat in den Jahren von 2000 bis 2023 von 2761 auf 5126 Einwohner zugenommen. Der Hauptort selbst hat 2779 Einwohner (2023).

## Geschichte
Wie F’dérik (früher Fort Gouroud) wurde Bir Moghrein Anfang des 20. Jahrhunderts als französische Militärstation Fort Trinquet an der Grenze des Kolonialreiches gegründet. Im Westsaharakonflikt lag Bir Moghrein im Kampfgebiet zwischen mauretanischen Truppen und der Polisario.

## Verkehr
Eine selten befahrene Piste führt nach Nordosten weiter zur algerischen Oasenstadt Tindouf, eine andere 900 Kilometer nach Osten zur Oase Chegga im Dreiländereck Mauretanien – Algerien – Mali.
Es gibt einen Flugplatz mit einer asphaltierten Landebahn ohne öffentlichen Flugverkehr (ICAO-Code: GQPT, kein IATA-Flughafencode).

## Klimatabelle
|                       | Jan  | Feb  | Mär  | Apr  | Mai  | Jun  | Jul  | Aug  | Sep  | Okt  | Nov  | Dez  |   |      |
| Mittl. Tagesmax. (°C) | 22,6 | 25,2 | 28,5 | 30,2 | 34,1 | 36,3 | 41,9 | 40,8 | 37,0 | 31,6 | 27,0 | 22,4 | ⌀ | 31,5 |
| Mittl. Tagesmin. (°C) | 10,3 | 11,4 | 13,6 | 14,7 | 17,8 | 18,8 | 23,4 | 23,3 | 22,0 | 18,9 | 14,6 | 10,7 | ⌀ | 16,7 |
|                       |      |      |      |      |      |      |      |      |      |      |      |      |   |      |
| Niederschlag (mm)     | 1    | 3    | 1    | 0    | 0    | 1    | 1    | 6    | 7    | 10   | 4    | 13   | Σ | 47   |
|                       |      |      |      |      |      |      |      |      |      |      |      |      |   |      |
| Sonnenstunden (h/d)   | 7,8  | 9,5  | 10,4 | 10,8 | 11,1 | 10,9 | 10,3 | 10,0 | 9,5  | 8,8  | 8,8  | 8,3  | ⌀ | 9,7  |
|                       |      |      |      |      |      |      |      |      |      |      |      |      |   |      |
| Luftfeuchtigkeit (%)  | 52   | 52   | 49   | 50   | 50   | 49   | 42   | 42   | 46   | 51   | 53   | 55   | ⌀ | 49,2 |

| 10,3 |

| 11,4 |

| 13,6 |

| 14,7 |

| 17,8 |

| 18,8 |

| 23,4 |

| 23,3 |

| 22,0 |

| 18,9 |

| 14,6 |

| 10,7 |

| 10,3 |

| 11,4 |

| 13,6 |

| 14,7 |

| 17,8 |

| 18,8 |

| 23,4 |

| 23,3 |

| 22,0 |

| 18,9 |

| 14,6 |

| 10,7 |